# Archaic Volumes
Archaic Volumes is het zevende album van de band Fatso Jetson. Het is het tweede album bij het label Cobraside.

## Tracklist
| nr. | titel                          | duur |
| --- | ------------------------------ | ---- |
| 1   | Jet Black Boogie               | 4:12 |
| 2   | Play Dead                      | 4:48 |
| 3   | Jolting Tales Of Tension       | 3:17 |
| 4   | Archaic Volumes                | 4:39 |
| 5   | Golden Age Of Cell Block Slang | 4:10 |
| 6   | Here Lies Boomer's Panic       | 4:52 |
| 7   | Let Go                         | 3:51 |
| 8   | Back Road Tar                  | 6:20 |
| 9   | Garbage Man                    | 3:28 |
| 10  | Monoxide Dreams                | 3:37 |

- De nummers "Monoxide Dreams" en "The Golden Age Of Cellblock Slang " zijn eerder opgenomen door Mario Lalli in 2004 op 7 inch-vinyl Forever Changing Concept / Mario Lalli & Friends - R&B Records Presents
- Het nummer "Jolting Tales Of Tension" is eerder opgenomen op de Fatso Jetson/Oak's Mary Split.

## Bandleden
- Mario Lalli - Zang, tekst en gitaar op alle nummers behalve "Garbage Man"
- Lawrence Lalli - Basgitaar
- Vince Meghrouni - Harmonica, saxofoon en zang
- Anthony Tornay - Drums
- Mathias Schneeburger - Orgel en piano
- Gene Trautman - Drums op "Monoxide Dreams"
- Dino Von Lalli - Gitaar op "Garbage Man"
- Lux Interior, Poisen Ivy - Schreven de tekst en muziek voor "Garbage Man"